# Monts Jura (station de sports d'hiver)
Pour les articles homonymes, voir Monts Jura (homonymie).
Monts Jura est une station de ski française située dans le massif du Jura et le département de l'Ain, dans la région Auvergne-Rhône-Alpes.

## Géographie
Elle se trouve sur les plus hautes crêtes du Jura, et offre une vue sur la région de Genève et les sommets des Alpes.

## Histoire
Monts Jura a été créée en 1999, par la fusion de trois sites regroupés autour des villages de Mijoux et de Lélex : La Faucille et Lélex-Crozet sont des stations de ski alpin et la Vattay un site de ski de fond. Le site de Menthières les a rejoints en 2006.
Depuis sa création, elle a investi dans la neige de culture avec 143 enneigeurs et se lance dans un programme de modernisation de ses remontées mécaniques.
La station est gérée par la Communauté de communes du Pays de Gex en partenariat avec le Conseil départemental de l'Ain.
La station s'est équipée d'un parcours de luge sur rail, au col de la Faucille, ouvert depuis décembre 2008, et d'une patinoire synthétique à la salle polyvalente de Lélex pendant les vacances scolaires de Noël.
En 2018, l'ancien télésiège fixe des Bergers desservant la partie haute du domaine côté Crozet, a été remplacé par un télécombi (mixte sièges/cabines ; 8/10 places)
Une piste de vélo de descente à 400 000 euros a été créée et livrée en 2018 sur le Col de la Faucille.
Sur Crozet et sur Lélex, des pistes de vélo de descente et d'enduro ont été créées en 2020, pour un budget de 440 000 euros.
Depuis 2020 une tyrolienne géante relie le col de la Faucille au village de Mijoux.

## Équipements
- Les pistes de ski alpin sont desservies par 22 remontées mécaniques (dont 2 télécabines, 2 télécombis, 3 télésièges, 13 téléskis, 1 tapis et 1 fil neige), pour 60 km de pistes, en 49 pistes, qui présentent par ailleurs le plus grand dénivelé du massif jurassien (800 m).
- Le ski de fond peut y être pratiqué sur 140 km de pistes, en 20 pistes, sur le plateau du Haut-Jura, avec plus de 10 boucles entre 1300 et 1400 m d'altitude. La station Monts Jura est labellisée "Nordic France".
- De nombreux sentiers raquettes et piétons, balisés ou non, sont disponibles, ainsi que des sentiers à thème.
- Une patinoire synthétique est installée dans la salle polyvalente à Lélex pendant les vacances scolaires de Noël.
- La station propose 5 écoles de ski, 5 jardins d'enfants, 1 snowpark, 3 salles hors-sac et 7 restaurants d'altitude.
- Des navettes ski bus circulent pendant les vacances scolaires.
- Une luge sur rail et une tyrolienne géante sont présentes sur le Col de la Faucille
- Deux télécabines, un télécombi et un télésiège fonctionnent aussi l'été, sur Lélex, Crozet et au Col de la Faucille pour les VTT et les piétons ainsi qu'à Mijoux pour les piétons.

## Près de Monts Jura

### Les villes
- Genève, Suisse, à 18 km
- Annecy, France, à 46 km
- Lausanne, Suisse, à 60 km

### Les autres stations
- Lamoura à 11 km
- Saint-Cergue - La Dôle à 21 km
- Les Rousses à 22 km